# Fântâna Lahovari

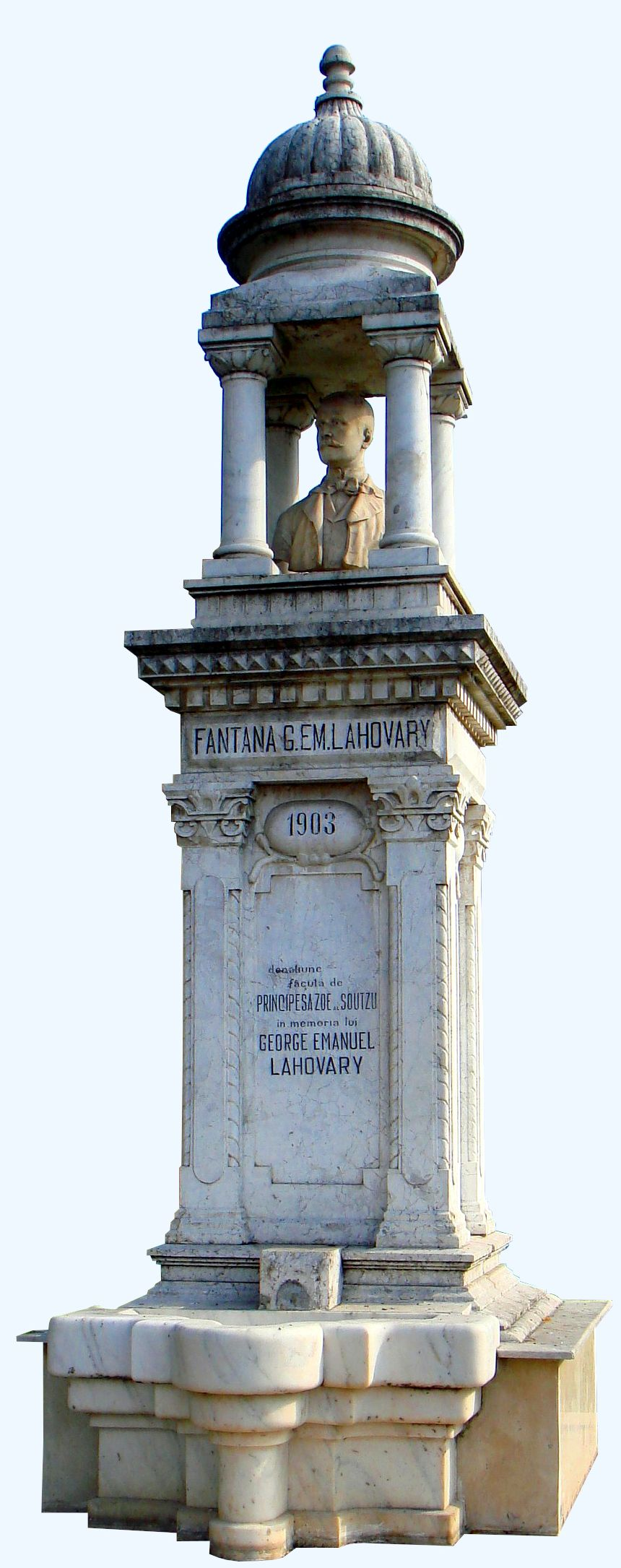
Fântâna Lahovari

Fântâna Lahovari (Fântâna George Em. Lahovary) realizată de sculptorul Carol Storck se află, în prezent, în Piața Națiunile Unite din București.
Fântâna, comandată de către prințesa Zoe Suțu în 1903, a fost ridicată inițial în fața Sălii de Tir și Gimnastică. Monumentul, combinat cu o fântână, îl comemorează pe politicianul și ziaristul George Emanuel Lahovari. Pe soclul monumentului este dăltuită inscripția: donațiune făcută de principesa Zoe Soutzu în memoria lui George Emanuel Lahovary.

## Sfârșitul lui George Em. Lahovari
George Em. Lahovari, fratele cunoscutului om politic Alexandru N. Lahovari, a scris în noiembrie 1897, în ziarul conservator “L’Independence Roumaine”, câteva articole în care ataca politica lui Nicolae Filipescu și ziarul Epoca, pe care îl conducea, acuzându-l de duplicitate și de apropiere față de liberali, cel mai acid fiind Deux politiques, publicat la 27 noiembrie 1897.
Nicu Filipescu i-a cerut în mod repetat lui Lahovari să înceteze aceste atacuri. Deoarece atacurile nu au încetat, Nicu Filipescu a considerat că i-a fost lezată onoarea și l-a provocat la duel pe Lahovari, cerându-i „să se iasă în teren”. Prietenii celor doi au susținut că nu existau suficiente motive pentru un duel, așa că Lahovari și-a cerut scuze, încercând să evite confruntarea. Filipescu nu a acceptat scuzele, a ales spada ca armă și "Sala de Tir și Gimnastică" ca loc pentru desfășurarea duelului. Amândoi participanții la duel erau conservatori de frunte, amândoi erau buni spadasini, amândoi descindeau din vechi familii boierești, care dăduseră țării dregători de seamă.
Lupta a fost scurtă și au fost încălcate mai multe reguli din „Codul Dueliștilor”. Nicolae Filipescu i-a aplicat adversarului o lovitură nepermis de puternică, în urma căreia Lahovari a murit în câteva minute sub ochii martorilor la duel. Pentru acest omor, justiția l-a condamnat pe Filipescu la închisoare, dar regele Carol I l-a grațiat.
Ulterior, pe locul unde se afla Sala de Tir și Gimnastică a fost construit Teatrul Regina Maria.

## Parcursul monumentului
După demolarea, în 1986, a Teatrului Regina Maria, care la acea dată adăpostea Teatrul de Operetă din București, statuia a fost demontată și depozitată, pentru ca la sfârșitul anilor '90 să fie instalată în părculețul din spatele Blocului Turn. Când au început lucrările la Așezămintele Nadia Comăneci, monumentul a fost plasat în fața Blocului Gioconda, privind spre Piața Națiunilor Unite, unde se află și acum. Fântâna nu a mai putut fi amplasată în locația ințială, deoarece acolo a fost construit între timp unul din "Gemenii Sitraco".
În scopul acestei reamplasări, în 12 noiembrie 2007, Administrația Monumentelor și Patrimoniului Turistic a lansat cererea de ofertă pentru Lucrări de reamplasare a monumentului "Fântâna G.Lahovary". Pentru restaurarea și reamplasarea monumentului de for public Fântâna Lahovary, în Piața Operetei, cum continuă să i se spună de către bucureșteni, Primăria București a alocat 1.300.000 mii de lei.